# Jan Sierakowski (1498–1589)
Jan Sierakowski herbu Ogończyk (ur. 1498, zm. 1589 w Kłodawie) – wojewoda łęczycki w latach 1569–1589, kasztelan kaliski w latach 1566–1568, kasztelan śremski w latach 1555–1557, kasztelan lądzki w latach 1557–1566, podkomorzy kaliski w latach 1553–1555, referendarz koronny w latach 1552–1566, wojski inowrocławski w latach 1544–1553, starosta przedecki w latach 1556–1576, marszałek izby poselskiej sejmu piotrkowskiego 1548 roku.

## Życiorys
Urodzony jako syn Wacława, chorążego brzeskokujawskiego. Protoplasta rodu Sierakowskich herbu Ogończyk. Dworzanin konny Zygmunta II Augusta w 1548 roku. W roku 1548 marszałek izby poselskiej, referendarz koronny, od 1563 do 1566 kasztelan kaliski, następnie wojewoda łęczycki. Używany do komisji w Prusach Królewskich, brał czynny udział w komisji Karnkowskiego do Gdańska (1568–1570). Zasłynął jako jeden z bojowników "egzekucji" i przywódców tzw. "wojny kokoszej". Występował przeciwko władzy sądowej biskupów. Na sejmie roku 1548 sprzeciwiał się małżeństwu Zygmunta II Augusta z Barbarą Radziwiłłówną. Trukczaszy i dworzanin królowej Barbary w latach 1548–1551. 
Poseł na sejm krakowski 1536/1537 roku, sejm piotrkowski 1548 roku, sejm piotrkowski 1550 roku sejm piotrkowski 1552 roku z województwa brzeskokujawskiego i województwa inowrocławskiego. Poseł łęczycki na sejm 1558/1559 roku. Był członkiem komisji do rewizji królewszczyzn na sejmie 1563/1564 roku. Podpisał dyplom elekcji Henryka III Walezego. 
Miał syna Stanisława (1534–1596), kasztelana lędzkiego i cztery córki. Był sygnatariuszem aktu unii lubelskiej 1569 roku.  Był uczestnikiem zjazdu w Łowiczu 23 lipca 1572 roku. Podpisał konfederację warszawską 1573 roku. W 1575 roku w czasie wolnej elekcji głosował na cesarza Maksymiliana II Habsburga.
Córka jego Anna (zmarła po 1605), zamężna za Jana Szamowskiego, kasztelana  brzezińskiego. Pozostawili po sobie pięcioro dzieci.

## Twórczość

### Ważniejsze utwory
- Posłów ziemskich ze wszystkiej Korony pierwsze witanie Króla J. M. Zygmunta Augusta na sejmie piotrkowskim A. D. 1548, wyd.: Pamiętnik Sandomierski, t. 2 (1830), s. 171-186; M. Wiszniewski Historia literatury polskiej, t. 9, Kraków 1857; A. Małecki Wybór mów staropolskich, Kraków 1860; J. Szujski "Diariusze sejmów koronnych 1548, 1553 i 1570 r.", Scriptores Rerum Polonicarum, t. 1 (1872), s. 161 nn., tekst poprawny, (w skrócie przytoczył tę mowę S. Orzechowski: Annales...)
- Compendium statutorum, powst. 1554, wyd. B. Ulanowski, S. Kutrzeba "Układ prawa polskiego z r. 1554", Kraków 1897–1926, Archiwum Komisji Prawniczej PAU, t. 6

### Listy i materiały
- Od Stefana Batorego, dat. w Warszawie 6 sierpnia 1576, wyd. I. Polkowski "Sprawy wojenne króla Stefana Batorego. Dyjaryjusze, relacyje, listy i akta z lat 1576-1586", Kraków 1887, Acta Historica Res Gestas Poloniae Illustrantia, t. 11

### Utwory o autorstwie niepewnym
- Deliberacje o królu, panach, radzie i urzędnikach, sejmie i bezkrólewiu, powst. około 1569, wyd. B. Ulanowski, S. Kutrzeba "Sześć broszur politycznych z XVI i początku XVII stulecia", Kraków 1921, BPP nr 76
- De interregno, powst. 1587, wyd. B. Ulanowski, S. Kutrzeba "Sześć broszur politycznych z XVI i początku XVII stulecia", Kraków 1921, BPP nr 76